# Ван Спрингел, Херман
Херман ван Спрингел (нидерл. Herman Van Springel; 14 августа 1943, Ранст, Антверпен — 25 августа 2022, Гроббендонк, Фламандский регион) — бельгийский профессиональный шоссейный велогонщик в 1965—1981 годах.

## Карьера
В 1968 году едва не выиграл Тур де Франс 1968, уступив победу на последнем этапе в формате индивидуальной гонки, которой он являлся специалистом, голландцу Яну Янссену 38 секунд. Осенью того же года выиграл классическую однодневку Джиро ди Ломбардия.
Поднимался на подиум и остальных гранд-туров — третий на Вуэльта Испании 1970 и второй на Джиро д'Италия 1971 годов.
Семь раз становился победителем Бордо — Париж, что является её рекордом. На его счету победа в десятом сезоне Супер Престиж Перно (1968) и серебро Чемпионата мира по шоссейному велоспорту в групповой гонке среди профессионалов (1968). Чемпион Бельгии в групповой гонке (1971).
На Тур де Франс 1973 завоевал зелёную майку лучшего спринтера, не выиграв ни одного этапа. Тем не менее он выиграл пять индивидуальных этапов во время десяти участий в Туре.
За семнадцать лет, что длилась его карьера, выиграл в общей сложности 136 гонок, закончив её в конце 1981 года.

## Достижения

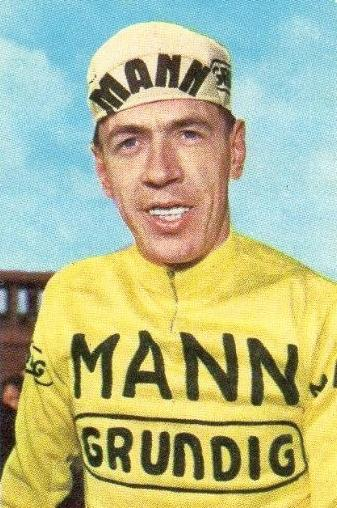
Херман ван Спрингел в 1971 году

1963
2-й Тур провинции Льеж
1964
1-й Тур Бельгии (любители) — Генеральная классификация
1-й — Этап 4
3-й Tour du Nord
3-й Брюссель — Опвейк
1965
8-й Тур Швейцарии — Генеральная классификация
1966
1-й — Этап 2a Критериум Дофине
1-й Flèche hesbignonne-Cras Avernas
1-й Гран-при Ефа Схеренса
1-й Гент — Вевельгем
1-й Брюссель — Ингойгем
3-й Милан — Сан-Ремо
3-й Circuit des frontières
6-й Тур де Франс — Генеральная классификация
6-й Омлоп Хет Ниувсблад
8-й Гран Пьемонте
1967
1-й Flèche hesbignonne-Cras Avernas
2-й Тур Бельгии — Генеральная классификация
1-й — Этап 2b (КГ)
1-й — Этапы 5b (КГ) и 6 Тур де Франс
2-й Гран-при Ефа Схеренса
2-й Бордо — Париж
5-й Гент — Вевельгем
8-й Льеж — Бастонь — Льеж
8-й Тур Фландрии
8-й Эшборн — Франкфурт
9-й E3 Харелбеке
1968
1-й Супер Престиж Перно
1-й Джиро ди Ломбардия
1-й Омлоп Хет Ниувсблад
2-й  Чемпионат мира — Групповая гонка (проф.)
2-й Тур де Франс — Генеральная классификация
1-й — Этапы 3a (КГ) и 13
2-й Париж — Рубе
2-й Гран-при Наций
2-й Трофео Баракки (вместе с Оле Риттером)
3-й E3 Харелбеке
3-й Эшборн — Франкфурт
3-й Тур Бельгии — Генеральная классификация
1-й — Этап 1
3-й Тур Швейцарии — Генеральная классификация
1-й — Этап 1
3-й — Очковая классификация
5-й Льеж — Бастонь — Льеж
6-й Гент — Вевельгем
8-й Флеш Валонь
1969
1-й Париж — Тур
1-й Гран-при Наций
1-й Трофео Баракки (вместе с Хоакимом Агостиньо)
1-й — Этапы 10 и 21 Тур де Франс
1-й À travers Lausanne — Генеральная классификация
1-й — Этап ИГ
1-й — Этап 1a (ИГ) Четыре дня Дюнкерка
2-й Джиро ди Ломбардия
2-й Гран-при Пино Черами
3-й Супер Престиж Перно
3-й Тур Бельгии — Генеральная классификация
1-й — Этап 3 (КГ)
3-й Эшборн — Франкфурт
3-й Гран-при Лугано (ИГ)
4-й Париж — Ницца — Генеральная классификация
7-й Критериум Дофине
8-й Тур Швейцарии — Генеральная классификация
1-й — Этапы 4 (ИГ), 7 и 10
2-й — Очковая классификация
8-й Флеш Валонь
8-й E3 Харелбеке
9-й Льеж — Бастонь — Льеж
1970
1-й Гран-при Наций
1-й Бордо — Париж
1-й Схал Селс
1-й Брабантсе Пейл
1-й Хейстсе Пейл
2-й Супер Престиж Перно
2-й Чемпионат Бельгии — Групповая гонка
2-й Критериум дез Ас
3-й Критериум Дофине
3-й Вуэльта Испании — Генеральная классификация
3-й Трофео Баракки (вместе с Вилли Ин 'т Веном)
5-й Тур Бельгии — Генеральная классификация
1-й — Этап 3
5-й Джиро ди Ломбардия
6-й Льеж — Бастонь — Льеж
8-й Флеш Валонь
1971
1-й  Чемпион Бельгии — Групповая гонка
1-й Чемпионат Цюриха
1-й — Пролог (КГ) и Этап 16b Тур де Франс
1-й Нокере Курсе
2-й Тур Бельгии — Генеральная классификация
1-й — Этап 3
2-й Джиро д’Италия — Генеральная классификация
2-й Париж — Рубе
3-й Джиро ди Сардиния
3-й Гран-при Лугано (ИГ)
5-й Амстел Голд Рейс
6-й Флеш Валонь
7-й Супер Престиж Перно
1972
1-й Гран-при Зоттегема
2-й Схелдепрейс
2-й Брабантсе Пейл
3-й Subida a Arrate
3-й Льеж — Бастонь — Льеж
3-й Tour du Condroz
5-й Гран Пьемонте
9-й Тур Фландрии
9-й Эшборн — Франкфурт
1973
1-й — Этап 4 Тур Швейцарии
1-й — Этап 9 Вуэльта Каталонии
2-й Тур Бельгии — Генеральная классификация
1-й — Пролог (КГ)
2-й Джиро ди Сардиния
2-й Гран-при кантона Аргау
3-й Неделя Каталонии
3-й Брабантсе Пейл
3-й Амстел Голд Рейс
3-й Джиро ди Ломбардия
6-й Тур де Франс — Генеральная классификация
1-й  — Очковая классификация
6-й Омлоп Хет Ниувсблад
8-й Чемпионат мира — Групповая гонка (проф.)
8-й Париж — Ницца — Генеральная классификация
1-й — Этап 4b (КГ)
8-й Париж — Рубе
8-й Париж — Тур
8-й Тур Фландрии
10-й Флеш Валонь
1974
1-й Бордо — Париж
1-й E3 Харелбеке
1-й Брабантсе Пейл
1-й Букль де л’Он
3-й Тур Люксембурга — Генеральная классификация
5-й Чемпионат Цюриха
6-й Чемпионат мира — Групповая гонка (проф.)
7-й Флеш Валонь
8-й Париж — Рубе
9-й Эшборн — Франкфурт
10-й Тур де Франс — Генеральная классификация
10-й Гран Пьемонте
10-й Амстел Голд Рейс
1975
1-й Бордо — Париж
2-й Критериум дез Ас
3-й Тур Люксембурга — Генеральная классификация
7-й Чемпионат Цюриха
1976
1-й Гран-при Валлонии
1-й Натионале Слёйтингспрейс
2-й Бордо — Париж
6-й Флеш Валонь
8-й Тур Люксембурга — Генеральная классификация
9-й Льеж — Бастонь — Льеж
1977
1-й Бордо — Париж
1-й — Этап 7 Париж — Ницца
1-й — Этап 2 Три дня Де-Панне
2-й Критериум дез Ас
2-й Flèche hesbignonne-Cras Avernas
4-й Флеш Валонь
4-й Тур дю От-Вар
9-й Париж — Рубе
1978
1-й Бордо — Париж
1-й Ле-Самен
1-й Омлоп ван хет Хаутланд
2-й Брабантсе Пейл
3-й Критериум дез Ас
4-й Тур дю От-Вар
5-й Льеж — Бастонь — Льеж
5-й Париж — Брюссель
6-й Тур Фландрии
8-й Чемпионат мира — Групповая гонка (проф.)
8-й Париж — Рубе
10-й Эшборн — Франкфурт
1979
2-й Тур Бельгии — Генеральная классификация
1-й — Этап 5
2-й Критериум дез Ас
3-й Гран-при Зоттегема
3-й Бордо — Париж
4-й Кюрне — Брюссель — Кюрне
6-й Тур дю От-Вар
9-й Льеж — Бастонь — Льеж
1980
1-й Бордо — Париж
2-й Критериум дез Ас
7-й Льеж — Бастонь — Льеж
1981
1-й Бордо — Париж
2-й Критериум дез Ас
2-й Нокере Курсе

## Статистика выступлений

### Гранд-туры
| Гранд-тур                 | 1966 | 1967 | 1968 | 1969 | 1970 | 1971 | 1972 | 1973 | 1974 | 1975 | 1976 |
| ------------------------- | ---- | ---- | ---- | ---- | ---- | ---- | ---- | ---- | ---- | ---- | ---- |
| Джиро д’Италия            | —    | —    | —    | —    | —    | 2    | —    | —    | —    | —    | —    |
| Тур де Франс              | 6    | 24   | 2    | 18   | НФ   | 14   | —    | 6    | 10   | 31   | НФ   |
| (c 2010 ) Вуэльта Испании | —    | —    | —    | —    | 3    | —    | —    | 11   | —    | —    | 29   |

| —  | Не участвовал  |
| НФ | Не финишировал |